# 题扇桥
30°00′45″N 120°35′34″E / 30.012452°N 120.592738°E
题扇桥为位于中国浙江省绍兴市越城区古城东北侧、蕺山街中段东侧的一座单孔石拱桥，东西向跨河，桥心正对蕺山和文笔塔，传因王羲之曾在此为老妪题扇而得名，即此桥可能在东晋永和年间即已存在，今桥为清道光八年（1828）重建。桥长3.80米，宽4.30米，东西两侧各沿19级台阶而上，拱券采用纵联分节并列砌筑，两侧有弧型桥栏。今在桥旁建有题扇亭，上题楹联“桥外清波至今独忆题扇情，亭傍风月当年偶遇王右军”。